# Martín Aguirre Gomensoro
Martín Aguirre Gomensoro (* 17. Dezember 1937 in Montevideo, Uruguay; † 7. September 2016) war ein uruguayischer Journalist.
Seit 1959 arbeitete er für die Tageszeitung El País. Seit 1986 hatte er deren Redaktionsleitung inne und übernahm 1996 das Amt des Direktors der Zeitung. In der gleichen Funktion ist er seit 1984 zudem für Ediciones de la Plaza tätig. Aguirre Gomensoro arbeitete jedoch auch für andere Presseorgane. So stand er ab 1962 in Diensten der Zeitschrift Reporter. Ab 1972 bzw. 1978 war er für die Wochenzeitungen Opinión Nacionalista und La Democracia tätig. 1969 erhielt er ein journalistisches Stipendium in den Niederlanden und Spanien. Von 1976 bis 1984 war er zudem Chefredakteur der Abendzeitung Mundo Color. Aguirre Gomensoro nahm an Menschenrechts-Kongressen 1994 in Portugal und zwei Jahre später in Mexiko teil. 2001 erhielt er seitens der Cámara Uruguaya del Libro (CUDL) die Legión del Libro.